# Epignoma sthenoe
Epignoma sthenoe är en insektsart som beskrevs av Irena Dworakowska 1977. Epignoma sthenoe ingår i släktet Epignoma och familjen dvärgstritar.
Artens utbredningsområde är Kongo-Kinshasa. Inga underarter finns listade i Catalogue of Life.